# ま・り・あ
『ま・り・あ』は、武内直子による日本の漫画作品。『なかよし』（講談社）1989年12月号から1990年5月号にかけて連載された。
及び、小泉まりえによる、上記をノベライズしたライトノベル作品。

## ストーリー
16歳のまりあは、唯一の肉親である母の入院を機に学校を辞めて、自宅の薬局で治療費を稼ぐつもりでいた。そんなまりあに、母は「足長おじさん」が現れたのよ、と聖信濃苑学院への転入を告げる。
何とか試験をクリアして転入初日を迎えたまりあは、遅刻しそうになりながら坂道を走っていたところ、1人の少年と出会う。彼にからかわれて結局遅刻したまりあは、彼がクラスメートであり、成績優秀者の称号でもある特待生であることを知るのだった。
小説『あしながおじさん』に従って、自分を転入させてくれた謎の人物に度々手紙を書くまりあ。しかし、返事は来ず、不安を募らせる。そんなある時、薔薇の花束とカードが届けられた。それは足長おじさんからの返事で…。

## 登場人物
冬海 まりあ（ふゆみ まりあ）
父親を幼い頃に事故で亡くし、薬屋をやっている母と2人暮らしの少女。3月15日生まれ。病弱な母を治すため、薬剤師になるのが夢。母が言うところの「あしながおじさん」によって、突如私立の名門「聖信濃苑学院」（通称：グリーンガーデン）の高等部に編入することに。しかし、「あしながおじさん」に会いに行った日に数馬が交通事故に遭ったことがきっかけで退学し、当初の予定通り薬局を切り盛りする。
数馬とは家が隣同士だった幼い頃に結婚の約束をしているが、ある事情からその記憶をすっかりなくしていた。
真家 数馬（まいえ かずま）
グリーンガーデンの特待生でまりあのクラスメイト。転入初日のまりあをからかい、以来何かあると絡んでくる。真家先生の息子で、冬海家の隣に住んでいた頃のまりあの幼馴染。父のピアノが好きなまりあのために習い始めたため、ピアノが得意。
幼い頃はまりあをいじめてばかりいたが、それはいわゆる「好きな子いじめ」であり、父とは「自分が特待生になる代わりに、自分の分の学費でまりあをグリーンガーデンに入れる」という約束を交わしていた。まりあにとっての「あしながおじさん」。
庭月野 えま（にわつきの えま）
のあの双子の姉。学園の寮である「グリーンハウス」でのまりあのルームメイトにしてクラスメイト。数馬が長年まりあのことを想っている事に気づいていた。
男子禁制である「グリーンハウス」の自室に数馬や和司を密かに呼んで、度々4人でお茶会をする（転入後はまりあも加わる）。
庭月野 のあ（にわつきの のあ）
えまの双子の妹。「グリーンハウス」では相手がいないため、2人部屋を1人で使っている。長い間数馬に片思いしていたが、最後は和司と結ばれる。
海渡 和司（かいと かずし）
数馬・えま・のあの幼稚舎からの同級生。バンドを組んでいる。のあのことが好き。稀に「かーしくん」と呼ばれる。
真家先生（まいえ）
まりあの母親の主治医にして、グリーンガーデン時代の同級生。総合病院の院長であり、まりあの母にとっての「あしながおじさん」。学生時代は、まりあの母親を巡ってまりあの父親と競い合ったという。
まりあが幼い頃は冬海家のお隣さんで、まりあは庭の薔薇と彼の煙草のにおい、彼が弾くピアノだけは覚えていた。妻は長い間腎臓を患っており、冬海家の隣から引っ越した後に他界したらしい。
まりあの父親
グリーンガーデンの卒業生（特待生）で、まりあが幼い頃に、子猫を助けようとして交通事故に遭い、他界。
まりあの母親
グリーンガーデンの卒業生。夫の他界後、女手ひとつでまりあを育ててきたが病気になり、入院する。病弱な性質だが、どんな薬も効果が薄いらしい。割とのん気。実はかなり前から真家先生と連絡を取り合っていた。
もともと、まりあもグリーンガーデンに通わせるつもりだったらしい。彼女の持つ、細い鎖のブレスレットは、学生時代にまりあの父親と真家先生の2人から贈られた物。

## 作中用語
足長おじさん（あしながおじさん）
まりあと母の前に現れた、謎の救済者。母は入院費・治療費を免除され、まりあは聖信濃苑学院へ編入することになった。正体は真家親子である。
聖信濃苑学院（セントしなのえんがくいん）
私立のカトリック系名門校。通称・グリーンガーデン。その名のとおり、花が多く植えられており、特に薔薇の種類が多い。敷地内に男子禁制の女子寮「グリーンハウス」があり、その規則は厳しく、夜8時の門限に遅れると退寮（退学）となる。
学費が高いことでも有名な私立学校だが、幅広く門戸を開くため特待生制度を採用しており、特待生は、在学中は学費を免除される（数馬は「学校に奨学金っていう借金してる」と表現）。特待生になるための条件の1つが「成績優秀者」であることから、学内では特待生=成績優秀者という図式が成立する。生徒の大半は幼稚舎から通っており、数馬やまりあのように「親が卒業生」であることもある。
男子の制服はシャツの襟に三角の模様が入っている以外はシンプルなブレザーだが、女子の制服は丈がやや長めで全体的にクラシカルなデザインのワンピース。「髪の長い女の子は幸せな花嫁になれる」という言い伝えがあり、女子の多くは髪を長く伸ばしている。
舞台は高等部だが、幼稚舎から中等部も存在し、『Theチェリー・プロジェクト』でも、この学園の中等部から3人の転入生が主人公のクラスにやってくる。

## 出版情報
KCなかよしより単巻
- 1990年10月6日発行 ISBN 4-06-178672-5

小説版：原作・イラスト 武内直子/文 小泉まりえ　講談社X文庫ティーンズハートより単巻
- 1994年8月25日発行 ISBN 4-06-199307-0

## 関連作品
- その後のま・り・あ - 『なかよし』1990年8月増刊号に掲載された番外編。本作の登場人物が『きんぎょ注意報!』（作：猫部ねこ）の登場人物とやりとりをするパロディ作品。『Theチェリー・プロジェクト』の第3巻に収録されている。